# خوتیشیتسه
خوتیشیتسه (به چکی: Chotěšice) یک منطقهٔ مسکونی در جمهوری چک است که در ناحیه نیمبورک واقع شده‌است. خوتیشیتسه ۲۲٫۵۱ کیلومتر مربع مساحت و ۳۲۵ نفر جمعیت دارد.